# Chmelnycký rajón
Chmelnycký rajón (ukrajinsky Хмельницький район) je rajón ve Chmelnycké oblasti na Ukrajině. Hlavním městem je Chmelnyckyj a rajón má přibližně 687 tisíc obyvatel. 

## Města v rajónu
- Deražňa
- Horodok
- Chmelnyckyj
- Krasyliv
- Starokosťantyniv
- Voločysk